# William Rowley (Politiker)
William Rowley (* 1764; † 25. Februar 1812) war ein irisch-britischer Politiker und Barrister.
William Rowley war der älteste Sohn des Politikers und Barristers Clotworthy Rowley. Er besuchte die Royal School in Armagh und ab dem 27. September 1779 das Trinity College in Dublin. 1782 wurde er in Lincoln’s Inn, eine der vier englischen Anwaltskammern, aufgenommen. 1787 erfolgte seine Berufung zum Barrister. 
Wie sein Vater wurde auch William Rowley Abgeordneter im Irish House of Commons, dem Unterhaus des Parliament of Ireland. Hier vertrat er von 1790 bis zur Auflösung des Parlaments 1800 den Wahlkreis Kinsale. Im Anschluss gehörte er von 1801 bis 1802 dem britischen House of Commons für den Wahlkreis Kinsale an und war ein stiller Unterstützer der Regierung unter Premierminister Addington. Nach Rowleys Ausscheiden aus dem House of Commons übernahm sein Bruder Samuel Campbell Rowley den Sitz für den Wahlkreis Kinsale.
Weitere Ämter die Rowley während seines Lebens bekleidete umfassen unter anderem das des Sheriffs im County Leitrim von 1794 bis 1795 sowie das des Recorder of Kinsale von 1796 bis zu seinem Tod. William Rowley starb unverheiratet am 25. Februar 1812.